# Pravednik među narodima
Pravednik među narodima (hebrejski khassidey umot ha-olam) je odlikovanje koje dodjeljuje Izrael kako bi odlikovao pripadnike drugih naroda koji su spašavali Židove od istrjebljenja tijekom holokausta riskirajući pri tome vlastite živote. Ovo odlikovanje je najviše izraelsko državno priznanje za nežidove, njime je odlikovano više od 23 tisuće osoba diljem svijeta. Ovim odlikovanjem su odlikovane 104 osobe iz Hrvatske. Na medalji koju dodjeljuje izraelska vlada i Memorijalni muzej Yad Vashem iz Jeruzalema napisano je: "Onaj tko spasi jednog čovjeka, spasio je čitav svijet".

## Kronologija
Tijekom Holokausta veliki broj ljudi je pokušao pomoći Židovima i skriti ih od progona i pogroma koji je prijetio. Time su riskirali svoj život, ili kao što je to već rečeno, oni su u doba tame unosili svijetlo. Kako žrtva tih ljudi ne bi bila zaboravljena 1963. godine donesena je odluka o osnivanju spomen mjesta Yad Vashem; spomen područja na stradale židove i na one pripadnike naroda koji su tijekom Holokausta izložili svoje živote spašavajući Židove. Svim Pravednicima ujedno se dodjeljuje i počasno državljanstvo koje ta osoba može i koristiti.
Prvobitno je bilo zamišljeno da se na Gori sjećanja za svakog pravednika zasadi jedno stablo, da bi se zbog nedostatka prostora uvelo da se imena Pravednika ovjekovječe na spomeniku, Zidu Časti. Na spomeniku je upisano ime Pravednika i ime zemlje iz koje potječe.

## Vanjske poveznice
- (engl.) Popis Pravednika iz Hrvatske na web stranici Yad Vashem  Arhivirana inačica izvorne stranice od 4. veljače 2017. (Wayback Machine)